# (3466) Ritina
(3466) Ritina (1975 EA6) – planetoida z pasa głównego asteroid okrążająca Słońce w ciągu 3,58 lat w średniej odległości 2,34 j.a. Odkrył ją Nikołaj Czernych 6 marca 1975 roku.